# Manuel Padilla
Manuel Padilla Junior (Los Angeles, 13 de julho de 1955 - Pomona, 29 de janeiro de 2008) foi um ator estadunidense.
Iniciou carreira ainda criança, participando de séries de grande sucesso da televisão americana na década de 1960, como Tarzan (também trabalhou nos filmes baseados na série dos anos de 1960: Tarzan and the Valley of Gold e Tarzan and the Great River), Gunsmoke, Rawhide, Bonanza, The Flying Nun, e nos filmes American Graffiti e Scarface.